# Sonic the Hedgehog 3
A Sonic the Hedgehog 3, röviden Sonic 3, a Sonic the Hedghehog sorozat részeként egy Mega Drive/Genesis konzolra megjelent platformjáték. Amerikában fejlesztette a Sonic Team a Sega Technical Institute segítségével és a Sega adta ki világszerte 1994 első felében. A játék a Sonic the Hedgehog 2 folytatása, története közvetlenül az előző rész után játszódik: Sonic, legyőzvén Dr. Robotnikot egy lebegő szigetre érkezik, ahol ismét meg kell találnia a Káosz Smaragdokat (Chaos Emerald), mielőtt Robotnik újraindíthatná a "Haláltojást" (Death Egg). Küldetését egy új szereplő, Knuckles a hangyászsün (Knuckles the Echidna) igencsak megnehezíti.
A játék és közvetlen folytatása, a Sonic & Knuckles szorosan kötődik egymáshoz, mivel eredetileg egy játéknak szánták, de a határidők és költségek miatt ketté kellett vágni a tervet. Együttesen több mint 3.5 millió darabot adtak el belőlük. 2009. június 10-én egy felújított verziót adtak ki az Xbox Live Arcade-ra, ami támogatja a HD-tévéket is.

## Történet
A játék cselekménye pontosan a Sonic 2 fináléja után folytatódik: Dr. Robotnik űrállomása, a "Haláltojás" (Death Egg) lezuhan az űrből, egyenesen a lebegő Angyal Szigetre (Angel Island). Ez egy igen különleges és rejtélyes hely, melyről sokan azt hitték, hogy csak legenda. Ahogy Dr. Robotnik elkezdi javítani az állomást, rátalál a sziget egyetlen lakója, Knuckles a hangyászsün. Knuckles egy ősi civilizáció utolsó élő tagja és egyben a Mester Smaragd (Master Emerald) őrzője, amitől a sziget repülni képes. Tudván, hogy Sonic és Tails a nyomában van, és hogy a Mester Smaragd kiváló energiaforrás lehet, Robotnik elhiteti Knuckles-el, hogy Sonic és Tails el akarja rabolni a szigetről a Smaragdot, és hogy Ő egy "elesett szegényember" (nagyon).
Ahogy Super Sonic és Tails a Tornádóval megérkezik a szigetre, Knuckles a föld alól rajtuk üt, és míg Sonic magához tér, ő ellopja a Smaragdokat és gyorsan eltűnik a dzsungelben. Sonic és Tails elindul, hogy versenyt fusson az idővel, és megállítsák a Haláltojás újbóli fellövését.

## Játékmenet

### Egyjátékos
Egyjátékos módban kiválaszthatjuk, hogy egyedül játszunk Sonic-kal vagy Tails-el, vagy (ahogy alapesetben is) egyszerre kettőjükkel, ahol a játékos Sonicot irányítja, Tails pedig követi. Bármikor beszállhat egy második játékos is a másik kontrollerrel, hogy Tails-t függetlenül irányítsa. Az alapvető cél, hogy átjussunk a 6 zóna (zone) egyenként két-két részén (act). Ahhoz, hogy a valódi befejezést is lássuk, össze kell gyűjteni a hét Káosz Smaragdot a különleges pályákon.
A játékmenet az előző részekből megszokott Sonic formulát követi. Ezúttal viszont Sonic és Tails is egyéni képességekkel rendelkezik, amit ugrás közben újra megnyomott ugrás gombbal lehet elérni. Tails így képes repülni és emelkedni, víz alatt pedig úszni, de ezt csak rövid ideig, mert hamar elfárad. Ha ketten játszanak Tails fel tudja emelni Sonicot és együtt repülhetnek titkos helyekre. Sonic esetében, ha nincs pajzsa, akkor egy "instant-pajzsot" generál maga körül, ami egy pár képkockára elegendő védelmet nyújt és kissé távolabbi célpontot is sebez. Újítás továbbá a háromféle pajzs is (villám, tűz, víz), amelyek nemcsak különleges védelmet nyújtanak, de Sonicnak egy speciális támadómozdulatot is adnak, ha alkalmazza a fentebb említett "duplaugrást".
Továbbfejlesztve a Sonic 2 motját, a Sonic 3 rendkívüli mértékben növelte a változatosságot; a pályák több mint 3-szor nagyobbak, több útvonal lehetséges, sokkal több az interaktív pályaelem, nagyobb a sebesség, több a főellenség, átvezető jelenetek is vannak, és mindez úgy, hogy a játék egyszer sem akadozik vagy lassul be.
A játék sok meghatározó dolgot vezetett be, mint az egyre mélyebb történetvezetés, a többféle pajzs vagy a sorozat későbbi részire jellemző, rock-kos stílusú, jellegzetes zene, melyet a későbbi fő zeneszerző, Jun Senoue komponált.
Minden pálya láthatóan kapcsolódik egymáshoz, tehát nincsenek (nagyobb) térbeli ugrások, mint az előző részekben. Ez sokkal természetesebb érzést nyújt, hiszen tudjuk, hogy szomszédos földrajzi helyeken haladunk át a játék során. Néhány pálya között rövid átvezető animációkat is láthatunk.

### Különleges- és Bónusz Pályák
A korábbi részekhez hasonlóan a pályákon csillagoszlopok találhatók, amelyek ellenőrzőpontként szolgálnak. Ha Sonic legalább 50 gyűrűvel érint meg egy ilyet, akkor egy vörös csillaggyűrű jelenik meg felette. Ha ebbe beleugrunk, a bónuszpályára jutunk, ami egy cukorkaadagoló géphez hasonló eszköz, melyből jutalomtárgyakat (gyűrű, pajzs, élet) szerezhetünk.
Minden pálya tartalmaz, általában jól elrejtett helyeken, legalább egy óriásgyűrűt, ez a különleges pályák bejárata. A különleges pályák sakktábla-szerű gömbfelületek, melyeknek csak kis részét látni egyszerre. A gömbön gyűrűk, kisebb kék és piros gömbök és piros csillagos ütközők találhatók. A feladat, hogy összegyűjtsük az összes kék gömböt, ekkor megkapjuk a Káosz Smaragdot.
A játékos magától megy előrefelé a gömbön, mindig a négyzetek élein, és csak a sarkokon lehet elfordulni. Lehet ugrani is előrefelé egy-két négyzetnyit. Ha áthaladunk, egy kék gömbön az egyből pirossá változik, ha pedig egy piros gömböt érintünk meg, akkor azonnal vége a pályának. Viszont, ha egy kék alakzatnak a kerületén végighaladunk, az alakzat összes gömbje gyűrűvé változik, amiket összegyűjthetünk.  A piros csillagos ütközők visszalökik a játékost és addig hátrafelé halad, amíg újra meg nem nyomja az előre gombot, így nagyon könnyű piros gömbbe sétálni. Ahogy telik az idő, egyre gyorsul a mozgás, így egyre könnyebb elrontani egy mozdulatot.
A pálya mindenképp véget ér, ha megszereztük az összes kék gömböt, ekkor megkapjuk a Smaragdot is.  50 gyűrű megszerzése után egy "folytatást" (continue) kapunk, míg az összes lehetséges gyűrű megszerzése után egy "tökéletes" (perfect) jutalmat, ami 50.000 pontot (tehát egy extra életet) ér. Mind a hét különleges pálya teljesítése után a zónákon lévő óriásgyűrűk már nem küldenek sehová, helyette 50 gyűrűvel jutalmaznak.

### Super Sonic
Ha megszereztük mind a hét Káosz Smaragdot a hét különleges pályáról, akkor Sonic átalakulhat Super Sonic-ká. Ehhez össze kell gyűjteni 50 gyűrűt és egy duplaugrást kell csinálni. Super Sonic sérthetetlen, jóval gyorsabb és magasabbra ugrik, viszont másodpercenként egy gyűrűt elhasznál. Ha elfogytak a gyűrűk, visszaváltozik normális alakjába.
Hyper Sonic
A Sonic 3&Knucklesben lehetséges csak. Ha mind a hét Káosz Smaragd megvan és beleugrunk egy óriásgyűrűbe ugyanaz a feladat mint eddig. A különbség egy: a Káosz Smaragdok Szuper Smaragdokká válnak. Ezeket kell megszerezni. Ha mind a hét megvan 50 gyűrűt kell gyűjteni és ugrani kell egyet. Így érhetjük el, hogy Sonic Hyper Soniccá váljon. Super Sonictól abban tér el, hogy a teste színváltós lesz, nem fullad meg és túléli az összenyomódást. A többi ugyanaz mint Super Sonicnál.

### Többjátékos
A Sonic 3-ban található egy kétszemélyes, osztott képernyős, a Sonic 2-höz hasonló verseny mód is. Rendes pályák helyett egyedi, rövid versenypályák vannak. A cél, hogy minél gyorsabban teljesítsünk öt kört a pályán, ehhez választható szereplő Knuckles is. Három játékmódja van: Nagydíj (Grand Prix), mely mind az öt pályát tartalmazza, egyszerű verseny egy pályán vagy időmérő futam egy pályán.

## Fejlesztés
Yuji Naka és Hirokazu Yasuhara volt felelős a Sonic 3 megtervezésében. Eredetileg egy felülnézetes, izometrikus játékot terveztek (ami később a Sonic 3D-ben valósult meg), de ezt hamar elvetették, mert nem akartak ennyire eltérni az alapoktól.
A Sonic 3 és a Sonic & Knuckles eredetileg egy játék lett volna, ám a határidők és a bonyolult kazetták nagy költségei miatt ketté kellett választani a projectet, így több idő maradhatott a második rész kidolgozására és rendesen eloszlottak a költségek. Éppen ezért nagyon sok Sonic & Kncukles adat maradt a Sonic 3 kazettákban, például három játszhatatlan pálya és jó néhány zene is.
A kazettába egy kevés nem-illanó RAM-ot is építettek, így a sorozatban először vált lehetővé a játékállások mentése. Attól függően, hogy csak a Sonic 3-al, vagy az összekapcsolt Sonic 3 & Knuckles-el játszunk, 6, ill. 8 mentési pont áll rendelkezésre, utóbbi pedig menti az életek és folytatások számát is.

### Zene
A legtöbb híresztelés szerint, eleinte nem mást, mint Michael Jackson-t kérték fel a játék zenéjének szerzésére. Viszont nem sokkal Jackson pedofíliás botránya után megszüntették a szerződést és minden hozzájárulását törölték a projectből. A Sega vezetősége hivatalosan soha nem erősítette meg, hogy valaha is szerződést kötöttek volna Jacksonnal. A játék zenéjén dolgozó bizonyos "Scirocco" szerint az összes Jackson által írt hanganyag nála van, de nem hozhatja nyilvánosságra engedély nélkül. Ezek után számos videó és hanganyag készült a játék zenéi és Jackson zenéinek összehasonlítására, az egyértelmű hasonlóságra való rámutatással. Végül 2009 decemberében Brad Buxer, Jackson zeneszerzője hivatalosan is megerősítette a francia Black & White magazinban, hogy Jackson valóban részt vett néhány zene megírásában, de nem kívánta feltüntetni magát, mert nem volt elégedett a hangminőséggel. Ezzel együtt az is bebizonyosodott, hogy a Sonic 3 stáblista közbeni zenéje tényleg az egy évvel későbbi Stranger in Moscow Jackson-szám "prototípusa".

## Megjelenés és Fogadtatás
A Sonic 3 először Amerikában jelent meg 1994. február 2-án, az ún. "Sün Napon" ("Hedgehog day"), majd nem sokkal később, február 24-én Európában is. A játék népszerűsítésére írta az angol Right Said Fred együttes a Wonderman című számot, mely szövegében nagyon sok utalást tesz a sorozatra, klipjében pedig sok játékbeli kép látható. A dalt a játék reklámjaiban használták és kislemezként is megjelent. Japánban csak jóval később, május 27-én adták ki a játékot.
Bár eladásokat tekintve nem szerepelt olyan jól, mint elődjei (1.8 millió), azért így is nagyon pozitív fogadtatást kapott, rajongók és kritikusok körében is egyaránt osztatlan sikernek számít.

## Fordítás
- Ez a szócikk részben vagy egészben  a   Sonic the Hedgehog 3 című angol Wikipédia-szócikk fordításán alapul.  Az eredeti cikk szerkesztőit annak laptörténete sorolja fel. Ez a jelzés csupán a megfogalmazás eredetét és a szerzői jogokat jelzi, nem szolgál a cikkben szereplő információk forrásmegjelöléseként.